# Leucothyreus michaelisi
Leucothyreus michaelisi är en skalbaggsart som beskrevs av Ohaus 1924. Leucothyreus michaelisi ingår i släktet Leucothyreus och familjen Rutelidae. Inga underarter finns listade i Catalogue of Life.